# Шошка (Сыктывдинский район)
 Шошка — село в Сыктывдинском районе Республики Коми, административный центр сельского поселения Шошка.

## География
Расположено на правом берегу реки Сысола на расстоянии примерно 10 км по прямой от районного центра села Выльгорт на юг.

## История
Известна с 1646 года как погост, здесь и в близлежащих деревнях было 32 двора. К 1678 году погост и 5 деревень слились в погост Шошки (24 двора). В 1865 году открылась приходская школа. К концу XIX века с селом слилась также деревня Гридинская. В 1918 г. — 300 дворов, 1738 человек. В советское время работали колхозы: «Заря Ильича», им. Будённого, им. Красина и им. Сталина, совхоз «Сыктывкарский». В настоящее время в селе Шошка функционирует средняя школа. Есть детский сад, ДК, местное отделение связи, сеть магазинов. Население в основном трудится в местном совхозе, ЖКХ, ездят на заработки в Сыктывкар.

## Население
Постоянное население составляло 537 человека (коми 82 %) в 2002 году, 477 в 2010.